# Ladies Asian Golf Tour 2011
De Ladies Asian Golf Tour 2011 was het zevende seizoen van de Ladies Asian Golf Tour. Het seizoen begon met het TLPGA & Royal Open, in januari 2011, en eindigde met het Hero Women's Indian Open, in november 2011. Er stonden negen toernooien op de kalender.

## Kalender
| Data  | Data  | Toernooi                       | Stad      | Winnaar                  | Score | Score | Info                              |
| ----- | ----- | ------------------------------ | --------- | ------------------------ | ----- | ----- | --------------------------------- |
| 06-01 | 08-01 | TLPGA & Royal Open             | Hsinchu   | Mirim Lee                | 213   | –3    | Nieuw toernooi; opgericht in 2002 |
| 13-01 | 15-01 | Taifong Ladies Open            | Changhua  | Yani Tseng               | 218   | +2    | Nieuw toernooi; opgericht in 2008 |
| 19-03 | 21-03 | Hitachi Ladies Classic         | Taoyuan   | Pornanong Phatlum        | 211   | –5    | Nieuw toernooi; opgericht in 2009 |
| 09-02 | 11-02 | Thailand Ladies Open           | Bangkok   | Tanaporn Kongkiatkrai po | 208   | –8    |                                   |
| 24-02 | 26-02 | Yumeya Championship            | Nagoya    | Sakura Yokomine          | 208   | –8    | Nieuw toernooi                    |
| 21-09 | 23-09 | Swinging Skirts Ladies Open    | Linkou    | Hsieh Yu Ling            | 215   | –1    | Nieuw toernooi                    |
| 21-10 | 23-10 | Sanya Ladies Open              | Hainan    | Frances Bondad           | 205   | –11   |                                   |
| 28-10 | 30-10 | Suzhou Taihu Ladies Open       | Jiangsu   | Yani Tseng               | 200   | –16   |                                   |
| 09-11 | 11-11 | Hero Honda Women's Indian Open | New Delhi | Caroline Hedwall         | 204   | –12   |                                   |

| po = winnares na play-off |